# Медаль «4 апреля 1866 года»
Медаль «4 апреля 1866 года» — медаль Российской империи, которой был награждён один человек — Осип Иванович Комиссаров, в связи с покушением на Александра II 4 апреля 1866 года. На аверсе медали изображён портрет императора, на реверсе — дата покушения. Отчеканена одна золотая медаль. Медаль была предназначена для ношения на Андреевской ленте.

## Основные сведения
Медаль «4 апреля 1866 года» — медаль Российской империи. Учреждена 5 апреля 1866 года в ознаменование спасения императора во время покушения 4 апреля 1866 года. Указ об учреждении награды был сообщён В. Ф. Адлербергом, министром Императорского двора, министру финансов М. Х. Рейтерну. Единственным награждённым этой медалью стал Осип Иванович Комиссаров, спасший Александра II от выстрела террориста Д. В. Каракозова.
Комиссаров был награждён не только этой медалью: он был произведён в потомственное дворянство с фамилией Комиссаров-Костромской, получил пожизненную пенсию в 3000 рублей, имение, Орден Святого Владимира IV степени, ряд зарубежных наград, массу прочих почестей, а также был зачислен на военную службу. Также, в память о покушении, помимо этой медали, на Санкт-Петербургском монетном дворе были отчеканены по крайней мере две настольные медали.
Медаль «4 апреля 1866 года», наряду с медалями «Благодарю» и «За спасение», является особой медалью, учреждённой в память о спасении жизни Александра II.

## Описание медали
Медаль сделана из золота. Диаметр 29 мм. На лицевой стороне медали в центре изображён портрет Александра II в профиль. По окружности вдоль бортика надпись: «Б.М.АЛЕКСАНДР II ИМП.И САМОД.ВСЕРОСС.». На оборотной стороне медали горизонтально в две строки расположена дата покушения: «4 АПРѢЛЯ 1866 ГОДА». Под надписью располагалась линия из двух черт, разделённых точкой. Над надписью небольшая пятиконечная звезда.
На Санкт-Петербургском монетном дворе 8 апреля 1866 года была отчеканена одна медаль. Медальер неизвестен, известны новоделы, отчеканеные с различными вариантами лицевой стороны (в том числе авторства Р. Р. Ганнемана и Н. А. Козина). В отделе нумизматики Государственного Эрмитажа хранится оттиск медали, выполненный в золоте. В Государственном историческом музее хранится оттиск, выполненный в серебре.
Лента медали — Андреевская, носить медаль полагалось на груди.